# Pasar Enam Kuala Namu
Pasar Enam Kuala Namu is een bestuurslaag in het regentschap Deli Serdang van de provincie Noord-Sumatra, Indonesië. Pasar Enam Kuala Namu telt 375 inwoners (volkstelling 2010).